# Resistências indígenas no México
Resistências dos povos indígenas no México são movimentos realizados pelos indígenas contra a ocupação colonial europeia no território mexicano. As resistências não se dão apenas por lutas físicas ou armadas contra os europeus colonizadores, mas também em manter seu estilo de vida, suas crenças e suas línguas; apesar dos espanhóis imporem sua cultura para os indígenas com as políticas indigenistas. As atitudes tomadas pelos nativos eram vistas pelos espanhóis como uma teimosia às suas imposições, porém, era uma forma desses povos resistirem à colonização.
A forma como os nativos eram vistos pelos colonizadores variava de acordo com a região, eram covardes ou valentes, brutais ou medrosos, resistentes ou mansos. Para os indígenas, esses comportamentos, naturais ou intencionais, tinham um significado diferente, como uma maneira de resistir. A forma como os colonizadores interpretaram as atitudes dos nativos variava, alguns as perceberam como uma tentativa de vingança, enquanto outros as consideravam imaturas. As teimosias, mentiras e bebedeiras dos indígenas foram umas das diversas formas de resistências. Os indígenas não mergulharam na depressão e na paralisação frente a conquista, mas ao contrário, eles lutaram para manter seus estilos de vida locais.
Era de senso comum no México colonial que os espanhóis só se preocupavam em extrair o ouro e explorar os indígenas. Os nativos de todas aquelas províncias entenderam que o ouro soava como saboroso aos ouvidos dos espanhóis e que seu interesse principal era saber aonde havia, quem possuía e onde se tirava. Quando os indígenas descobriram o interesse dos espanhóis pelo metal precioso, passaram a inventar locais cobertos de ouro para suspender suas crueldades.

## Os impactos da colonização espanhola no México
No século XIX, as elites mexicanas conseguiram se libertar do controle espanhol. Após a independência, uma das maneiras de se diferenciar dos colonizadores foi resgatar o passado indígena pré-hispânico, o que também aconteceu em outras antigas colônias ibéricas nas Américas.
A Revolução Mexicana, no início do século XX, foi uma importante revolução social, ocorrendo quase ao mesmo tempo que a Revolução Russa de 1917. Com a participação de muitas pessoas comuns, a revolução trouxe uma grande visibilidade para a população indígena do México, por serem grande e diversificada, levando uma mudança na visão das elites sobre os indígenas.
No período pós-revolucionário, surgiu um discurso oficial que valorizava o passado indígena, mas, ao mesmo tempo, via os povos indígenas como obstáculos para a modernização e progresso. No entanto, o discurso indigenista não foi aceito sem críticas pelos próprios povos indígenas. Apesar de celebrar o passado indígena, o discurso também os apresentava como um problema a ser superado, o que gerava uma dinâmica contraditória. Mesmo assim, os movimentos sociais indígenas conseguiram usar esse discurso reivindicar direitos e fazer exigências ao Estado.

## Revoltas indígenas

### Revolta Tzental
Em 1712, em Chiapas, ocorreu a Revolta Tzental. A revolta ocorreu porque uma menina indígena alegou ter visto a própria Virgem Maria na sua frente, que pediu que os espanhóis e mestiços fossem eliminados do território. Os indígenas lá habitantes resolveram construir um altar em homenagem à Virgem vista pela menina, porém os frades dominicanos acreditavam que o altar era fruto de bruxaria e heresia e tentaram destruí-lo. Essa tentativa fez com que os líderes dos povos indígenas habitantes da região se revoltassem e obedecessem o desejo da Virgem. Eles iniciaram a revolta e, à principio, tiveram vantagem, porém os espanhóis de outras regiões chegaram e mataram os líderes da revolta.

### A Guerra de Castas
A guerra de Castas começou em 1847, na região de Yucatán, e foi um dos maiores conflitos do México após sua independência. A guerra surgiu de uma série de tensões entre indígena e os colonizadores, especialmente após a independência do país. Os indígenas, em sua maioria maias, eram maltratados pelos brancos que ainda controlavam a região, sendo forçados a trabalhar nas plantações de açúcar em condição de escravidão por dívida e com agressões físicas. Os padres, que eram grandes proprietários de terras, continuaram a usar sua posição de autoridade para controlar as comunidades indígenas e a reprimir suas culturas e direitos.
Os indígenas se uniram para lutar contra a opressão e a exploração dos brancos e das autoridades locais. O conflito foi muito violento e teve grandes consequências, alterando a produção de açúcar no México e mudando a dinâmica da região. Em 1853, após anos de luta, foi assinada uma trégua que garantiu aos indígenas uma certa autonomia e liberdade para viver de maneira mais independente na região de Chenes, em Campeche.

## Oaxaca
Oaxaca, localizada ao sul do México, é considerada, no século XXI, um dos Estados mais pobres do país, porém o período colonial, quando o México era a Nova Espanha, Oaxaca era um centro de comércio e riqueza. Era o centro de uma população indígena que mantinha suas próprias hierarquias e líderes, e que era capaz de negociar com intermediários espanhóis para sustentar indústrias muito bem sucedidas, incluindo a da seda e a cochonilha (um inseto que cria um corante vermelho).
Oaxaca tornou-se um centro de prosperidade colonial por causa de sua topografia – múltiplas cadeias de montanhas, vales de alta altitude, uma planície costeira do Pacífico. Os microclimas em Oaxaca permitiram economias regionais auto-suficientes que, em conjunto, poderiam impulsionar uma grande população. Mas com a crescente nacionalização da economia mexicana no século XX, essas mesmas vantagens se tornaram desvantagens, já que em meados do século XX, a agricultura comercial cresceu e a topografia de Oaxaca não se enquadrou mais nesse modelo de desenvolvimento capitalista. Oaxaca tornou-se cada vez mais integrada à economia nacional, mas essa integração tomou a forma de migração em massa para fora do Estado, já que os oaxaquenhos buscavam trabalho assalariado sazonal em outras partes do México. Hoje existe uma verdadeira diáspora de Oaxaca que abrange todo o continente.
Os indígenas do Oaxaca – Zapotecas, Mixtecas, Mixes, Chinantecos e Chimalapas – têm uma longa tradição de resistência. Tentam, no século XXI, lutar contra o Plano Puebla Panamá em mais ou menos 300 organizações que, pouco a pouco, formam federações, apoiadas pelas organizações camponesas latino-americanas e pelos movimentos ocidentais contra o neoliberalismo. Na praça central da cidade de Oaxaca, os protestos são diários: para defender suas diversas reivindicações, comunidades acampam sob as arcadas do Palácio do Governador (do Partido Revolucionário Institucional – PRI) José Murat Casab, às vezes durante meses, e alguns fazem greve de fome.
No entanto, unir essas comunidades continua a ser uma tarefa árdua, devido aos conflitos agrários que colocam umas aldeias contra outras. Para restabelecer o diálogo com o governo, o Exército Zapatista de Libertação Nacional (EZLN) exigiu o reconhecimento dos povos indígenas, não mais visando a uma soberania total, mas a uma autonomia real, o que parece, para os povos autóctones, a melhor garantia de preservar suas terras. Essa demanda não foi atendida. No dia 27 de abril de 2001, logo após a marcha zapatista ter chegado à Cidade do México, o Congresso mexicano votou uma resolução que reconhece direitos dos índios somente no âmbito municipal.